# Il volo dei draghi
Il volo dei draghi (The Flight of Dragons) è un film d'animazione nel 1982 diretto da Jules Bass e Arthur Rankin Jr..
Il film, di genere fantasy, è ispirato liberamente al libro omonimo di Peter Dickinson e al romanzo fantasy Il drago e il George di Gordon R. Dickson.

## Trama
Molti secoli prima del nostro, in un tempo a cavallo tra la fine dell'era della magia e l'inizio dell'era del progresso, le creature magiche sono minacciate e il loro declino sembra ormai prossimo. Gli unici a resistere sono i draghi. L'equilibrio del mondo è affidato a quattro maghi fratelli e ai loro quattro draghi. Carolinus, il mago della natura, con il suo drago Gorbash. Lotazar, il mago della luce e dell'aria, con il suo drago Shin-tzu. Solarius, il mago dell'acqua, dello spazio e delle altezze, con la sua dragonessa Lunarian. E infine Omadan il mago di tutto ciò che è malvagio e mostruoso, con il suo drago Briagr. Carolinus, spaventato per quanto sta per accadere, convoca i tre fratelli presso il palazzo delle Antichità, esseri forti e potenti creatori di tutto ciò che è stato, che è e che sarà. Carolinus spiega ai fratelli il suo progetto di una valle nascosta agli occhi dell'uomo dove tutta la magia e le creature magiche vi si possano riparare, ma da cui poter comunque aiutare l'uomo a fantasticare e a ispirarlo.
Omadan, il signore del male, non intende accettare di farsi da parte e lasciare che la scienza prenda il posto della magia al punto da andare contro i fratelli, forte del fatto che, grazie alla sua influenza negativa, riuscirà ad avere sempre più potere, portando l'uomo sulla cattiva strada mettendo l'uno contro l'altro e spingendolo ad usare la sua scienza per autodistruggersi. Carolinus decide quindi di avviare una spedizione magica e i suoi due fratelli gli fanno dono dello scudo di Saturno, in grado di allontanare qualsiasi magia cattiva, e del flauto addormenta-draghi. Per poter attuare la missione, il mago della natura, ha bisogno di tre avventurieri (che non possono essere i tre maghi, dato che sono fratelli ed è proibito dalle antichità). Il mago della natura convoca quindi Sir Orrin Neville-Smythe, un cavaliere coraggioso, e il suo drago Gorbash. Ma chi può essere il terzo? Di certo non sua figlia, la giovane Melisande, principessa delle fate (che ha adottato dopo la morte dei suoi genitori). Per questo il mago, chiede aiuto alle Antichità che mostrano a lui un giovane ragazzo del XX secolo. Questo ragazzo, il cui nome è Peter Dickinson, ha la particolarità di essere il discendente di Pietro il Grande, colui che secoli fa ha insegnato ai draghi a parlare, e di essere il primo uomo di scienza tra i discendenti di Pietro a distanza di settecentosettantasette generazioni.
Guardando nel futuro, Carolinus vede che il ragazzo ha creato un gioco le cui pedine sono proprio i quattro maghi, Melisande e Gorbash il drago ed è alle prese con la stesura di un libro chiamato "Il volo dei draghi" in cui spiega come questi possano volare e sputare fuoco. Così il mago lo contatta e lo porta nel suo tempo. Appena arrivato, Peter incrocia subito lo sguardo di Melisande e tra i due nasce l'amore. Omadan però è sempre in agguato e manda il suo drago Briagr ad uccidere Peter. Gorbash cerca di salvarlo, ma Carolinus con un incantesimo mal riuscito fonde i due in un unico essere. Dato che bisogna essere in tre per effettuare la missione si unisce al gruppo Smirgle, lo zio di Gorbash, un drago anziano che servì a suo tempo Carolinus nelle sue imprese.
Peter, nel corpo di Gorbash, viene istruito da Smirgle sui segreti dei draghi: osserviamo per la prima volta la dicotomia tra magia e scienza visto che Peter riesce a trovare una spiegazione logica per come i draghi volano e sputano fuoco. Durante la loro prima notte nella foresta, Peter ha modo di conoscere meglio Sir Orrin, il cavaliere amico di lunga data di Carolinus e Smirgle, che gli racconta di come fu proprio lui anni fa a trovare Gorbash, che era ancora un uovo, dopo averlo salvato da Briagr, che riuscì a ferire seriamente quasi uccidendolo, conquistandosi così l'odio e il rancore del drago rosso. Gli eroi vengono attaccati dai Sandmurks, esseri mostruosi i cui versi acuti fanno impazzire chi li ascolta ma si salvano grazie all'intervento propizio di Aragh, un lupo parlante vecchio amico di Smirgle e Gorbash, recentemente deceduto durante un incidente in mare ma salvato in extremis da Solarius, il mago blu, perché potesse contribuire all'impresa. Sempre nella foresta, incontrano e si uniscono all'impresa l'elfo Giles e la bellissima arciere Danielle, di cui Sir Orrin si innamora. 
Raggiunto il reame di Omadan, Sir Orrin e Danielle vengono catturati da uno spaventoso orco con tre occhi. Peter viene quasi ucciso tentando di affrontarlo ma viene salvato da Smirgle che sconfigge ed uccide l'orco, per poi soccombere ad un infarto dovuto allo sforzo eccessivo a cui ha sottoposto il suo vecchio corpo. Dopo averlo sepolto e pianto con tutti gli onori, gli eroi proseguono nel viaggio e riescono a respingere un verme gigante che fa da guardia alla Torre degli Orrori. Omadan decide quindi di intervenire personalmente e lancia un incantesimo su di loro per spezzare le loro volontà ma Peter utilizza lo scudo donato da Carolinus per respingerlo. Il mago rosso scatena un esercito di draghi che ha ipnotizzato per servirlo ma l'elfo Giles suona il flauto donato da Lotazar per addormentarli. Tutti tranne Briagr che essendo il drago di Omadan può essere influenzato solo dalla sua magia. Briagr uccide Giles, Danielle ed Aragh ma viene ucciso a sua volta da Sir Orrin, il suo antico nemico, che gli lancia la spada nel petto creando una violenta esplosione interna facendo morire il drago malvagio tra le sue stesse fiamme. Poco dopo, Sir Orrin cede eroicamente alle sue ferite e muore stringendo l'amata tra le braccia per l'ultima volta.
Omadan si presenta sul campo di battaglia e si dichiara vittorioso, ma improvvisamente Peter appare nel suo vero corpo separatosi da Gorbash (che si era addormentato a causa del flauto). Il mago rosso scatena la sua magia nera e si prepara a distruggere Peter ma questi riesce a sconfiggerlo, semplicemente dichiarando che i suoi poteri magici non hanno alcun senso o fondamento scientifico, rivelando finalmente il motivo per cui le Antichità lo hanno indicato come l'unico in grado di fermare Omadan: perché è un uomo di scienza, di logica e di verità, di conseguenza è in grado di smascherare i poteri di Omadan e della magia che si basano invece sull'illusione e la fantasia quindi non sono reali. Per sconfiggere del tutto Omadan, però, Peter è costretto a rinnegare e rifiutare tutta la magia, cosa che polverizza il mago rosso che si contorce agonizzando lasciando solo la sua corona. Carolinus, Lotazar e Solarius completano la loro impresa e creano il Regno della Magia, il reame dove vengono trasferite tutte le creature incantate, compresi i compagni di viaggio di Peter riportati in vita e Gorbash risvegliatosi nel suo corpo. Avendo rinnegato la magia, Peter viene rispedito nel suo mondo e nel suo tempo. Melisande, innamorata di lui, chiede al padre di mandarla a stare con lui. Nel ventesimo secolo, Peter diventa ricco dopo aver venduto il flauto e lo scudo d'oro che ha conservato e dichiara che finalmente ha trovato il finale per il suo libro, "Il volo dei draghi". Viene raggiunto da Melisande alla quale si riunisce.

## Censura
La scena riguarda la notte in cui un Orco Gigante rapisce Sir Orrin Neville-Smythe e Danielle sfondando il muro della camera da letto del primo è stata censurata nell'edizione DVD statunitense della Warner Home Video: nella versione tagliata, infatti, si vede nel letto il solo Smythe, mentre nella versione integrale (usata in Italia per la versione VHS e televisiva), accanto a lui dorme Danielle.